# Antropogoni
Antropogoni är en samling myter om hur människan skapades. Myten om hur de första människorna skapades enligt nordisk mytologi är en typisk antropogoni.

## Nordisk mytologi
Oden, Vile och Höner vandrade i det härliga Midgård som de hade skapat. Det var mycket att glädjas åt men de kände ändå att något saknades. Gudarna gick efter stranden och där såg de två träd, Ask och Embla. De beslöt att göra dem till skepnader liknande dem själva och till medvetna varelser.
Vile lossnade dem från deras förbindelse med jorden och gav dem förmåga att röra sig. Han omvandlade deras safter till varmt blod.
Höner gav dem mänskligt jag, medvetande och vilja.
Oden gav dem anden.
Så skapades de första människorna – mannen Ask och kvinnan Embla.